# فیل (کتاب)
فیل نام یک کتاب ادبی است که توسط اسلاومیر مروژک، نویسندهٔ اهل لهستان نوشته شده‌است.